# Italienische Strohblume
Die Italienische Strohblume (Helichrysum italicum), auch Italienische Immortelle oder Currykraut genannt, ist eine Pflanzenart in der Familie der Korbblütler (Asteraceae). Sie ist im Mittelmeerraum beheimatet. Genutzt wird sie als Gewürzpflanze.

## Beschreibung

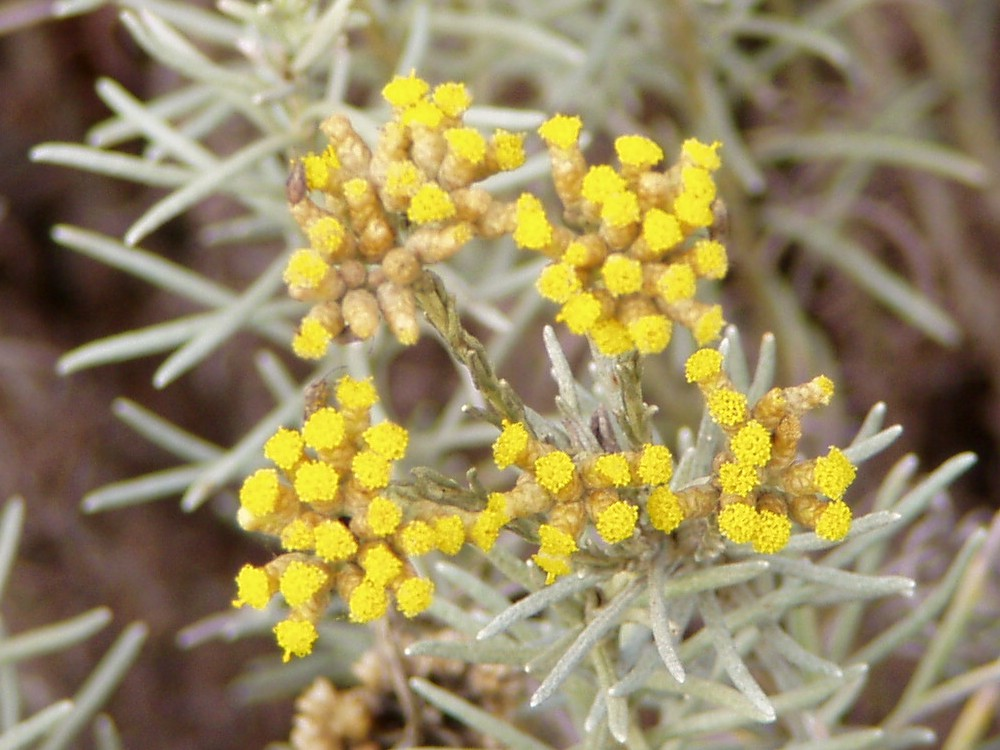
Gesamtblütenstand von oben mit vielen Blütenkörbchen

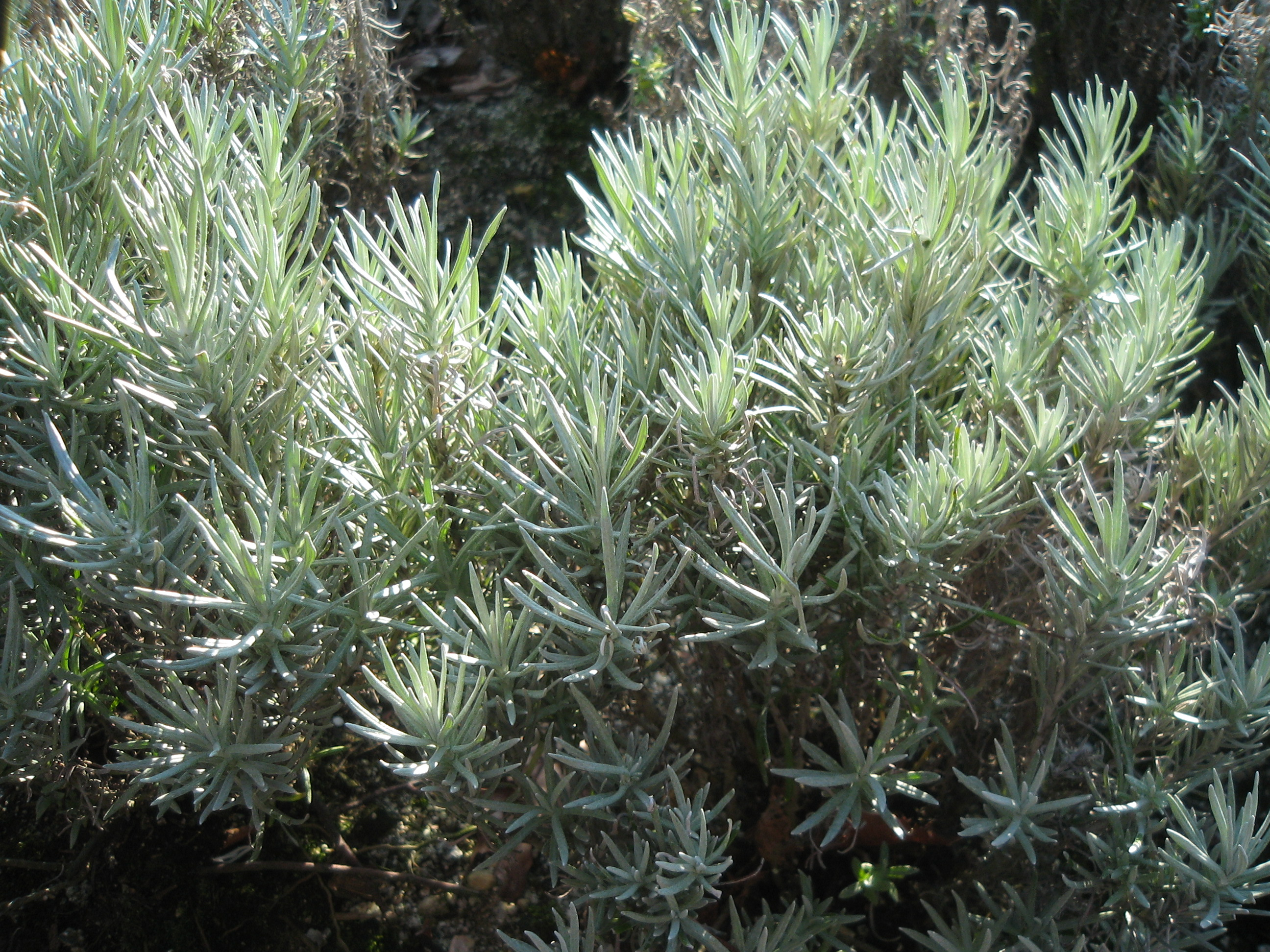
Habitus und Laubblätter

### Vegetative Merkmale
Die Italienische Strohblume wächst als Halbstrauch und erreicht Wuchshöhen von 20 bis 60 Zentimetern. Sie ist im unteren Bereich reich verzweigt. Die sterilen Triebe sind dicht beblättert, die fertilen locker beblättert. Junge Pflanzenteile sind gräulich-weiß filzig behaart.
Die wechselständig angeordneten Laubblätter sind sitzend. Die Blattspreite ist ganzrandig und bei einer Breite von 0,5 bis 1 Millimetern schmal-linealisch mit umgerolltem Rand. Die Blattoberseite ist anfangs dünn filzig behaart und verkahlt später. Die Laubblätter riechen besonders im Anschluss an Regen nach Curry.

### Generative Merkmale
Die Blütezeit reicht von Mai bis August. In einem dichten, doldentraubigen Gesamtblütenstand befinden sich die körbchenförmigen Teilblütenstände. Die Körbchenhülle ist goldgelb und schmal glockig, dabei länger als breit. Die Hüllblätter stehen dachziegelartig in mehreren Reihen, die äußeren sind eiförmig, die inneren sind linealisch.
Die Blütenkörbchen enthalten nur gelbe Röhrenblüten.
Der Pappus der Achänen ist etwa 3 Millimeter lang mit feinen weißen Borsten.
Die Chromosomenzahl beträgt 2n = 28.

## Vorkommen
Die Italienische Strohblume kommt in Südeuropa, im Maghreb, auf den Ostägäischen Inseln und auf Zypern vor. Ein Vorkommen in der Türkei ist fraglich. Sie gedeiht in Garrigues und Feldfluren. Auf der Iberischen Halbinsel kommt sie in Höhenlagen bis 600 Meter Meereshöhe vor.

## Systematik

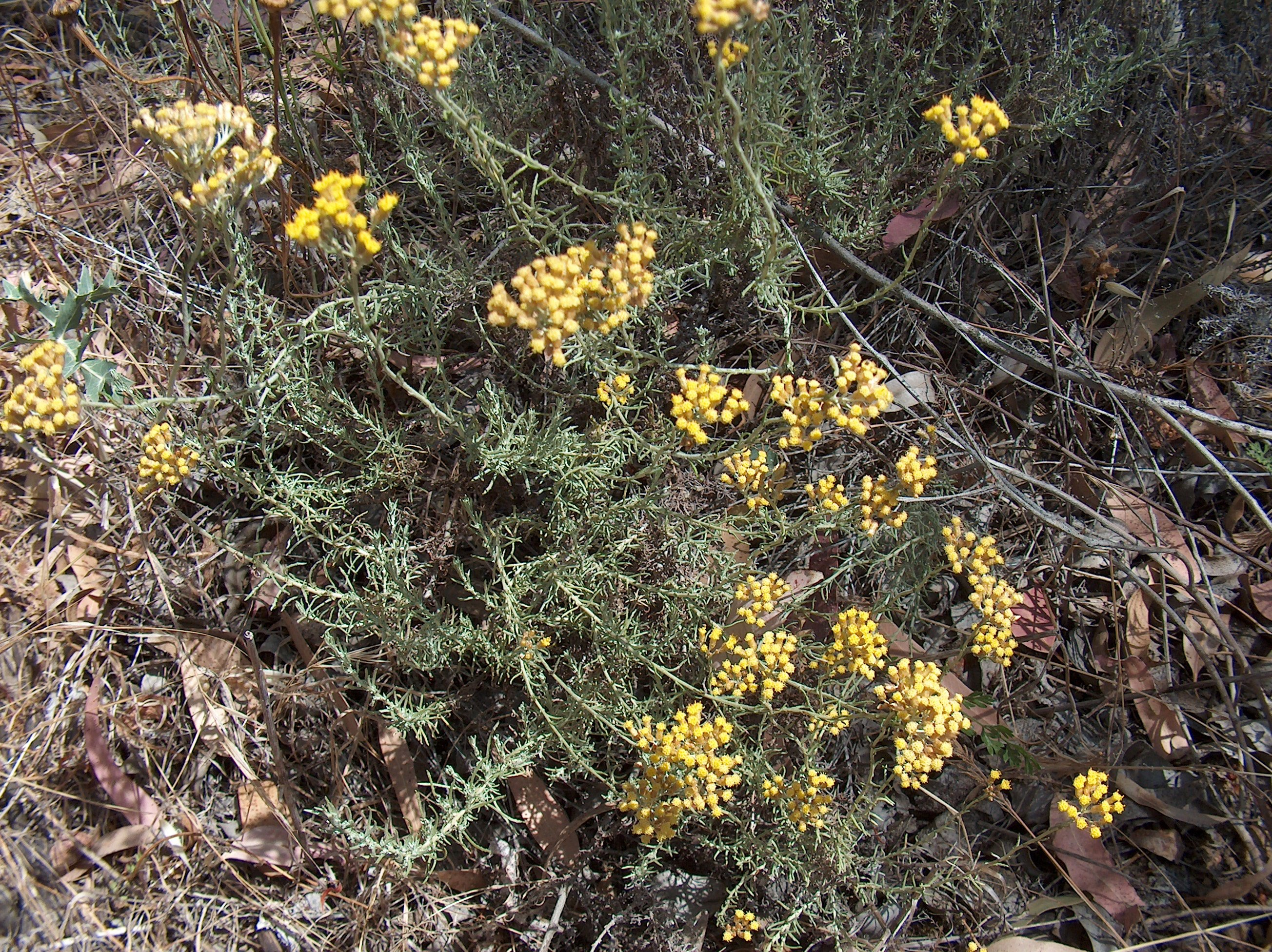
Helichrysum italicum subsp. microphyllum

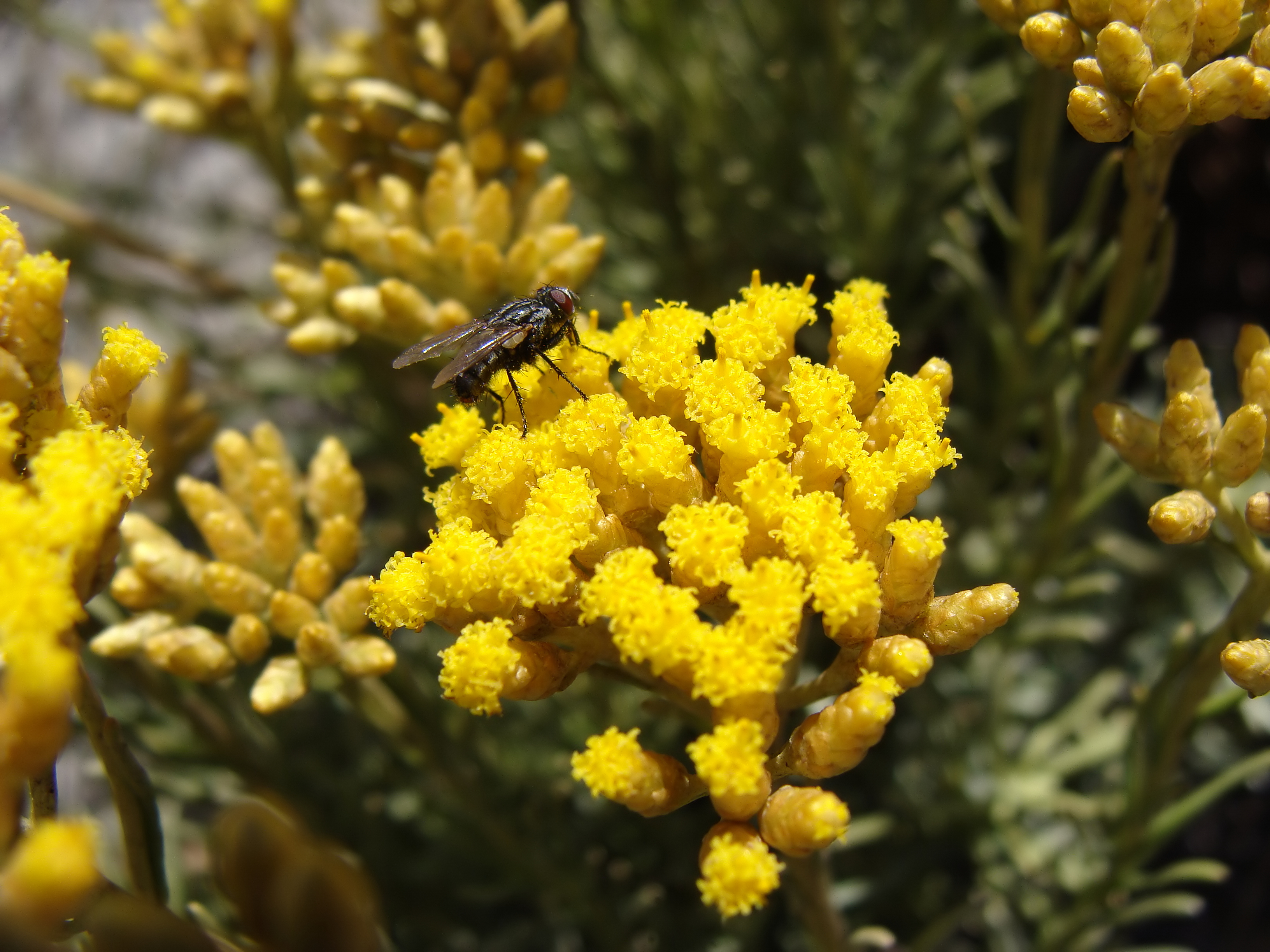
Blütenstand von Helichrysum italicum subsp. serotinum

Die Erstveröffentlichung erfolgte 1790 unter dem Namen (Basionym) Gnaphalium italicum durch Albrecht Wilhelm Roth in Observationes Plantarum in Johann Jakob Römer, Paulus Usteri (Hrsg.): Magazin für die Botanik. Band 4, Nr. 10, S. 19. Die Neukombination zu Helichrysum italicum (Roth) G.Don wurde 1830 durch George Don junior in John Claudius Loudon: Hortus Britannicus: a catalogue of all the plants indigenous, cultivated in, or introduced to Britain. Part I. The Linnaean arrangement: Syngenesia Superflua. S. 342 veröffentlicht.
Von der Art Helichrysum italicum gibt es je nach Autor etwa sechs Unterarten:
- Helichrysum italicum (Roth) G.Don subsp. italicum: Bei dieser Unterart ist die Hülle 2 bis 3 Millimeter breit und die äußeren Hüllblätter sind drüsenlos.[9] Sie ist weit verbreitet im Gesamtareal der Art, fehlt aber auf der Iberischen Halbinsel, auf den Balearen, auf Sizilien und Kreta.
- Helichrysum italicum subsp. microphyllum (Willd.) Nyman (Syn. Helichrysum microphyllum Willd.): Bei dieser Unterart ist die Hülle nur 2 Millimeter breit und die äußeren Hüllblätter tragen Drüsen. Die Laubblätter sind nur bis 1 Zentimeter lang, sie sind am Rande gewellt und dem Stängel anliegend.[9] Sie kommt auf Mallorca, Korsika, Sardinien, Kreta und in Griechenland vor.[3]
- Helichrysum italicum subsp. picardii (Boiss. & Reut.) Franco: Sie kommt auf der Iberischen Halbinsel und in Marokko vor.[3]
- Helichrysum italicum subsp. pseudolitoreum (Fiori) Bacch., Brullo & Mossa: Sie kommt nur an der Küste der Toskana, auf dem Toskanischen Archipel und auf Sardinien vor.[10]
- Helichrysum italicum subsp. serotinum (Boiss.) P.Fourn. (Syn.: Helichrysum serotinum Boiss.): Bei dieser Unterart sind die äußeren Hüllblätter drüsenlos und die Hülle ist 3 bis 4 Millimeter breit.[9] Sie kommt im südlichen Frankreich, auf der Iberischen Halbinsel, den Pityusen und in Algerien vor.[3]
- Helichrysum italicum subsp. siculum (Jord. & Fourr.) Galbany, L.Sáez & Benedí: Sie kommt auf der Apenninen-Halbinsel, auf Sizilien und in Tunesien vor.[3]

## Verwendung und Inhaltsstoffe
Der starke Duft der Blüten erinnert an Curry, er ist bei heißem Wetter besonders intensiv. Die jungen Laubblätter und Sprossachsen eignen sich zum Würzen von Reis, Saucen und Fleischgerichten sowie Fisch und Füllungen. Zweige werden kurz mitgekocht und vor dem Servieren entfernt. Das Essen wird aber nicht gelb gefärbt wie bei einem Curry. Getrocknete Blütenstände und Triebe werden in der Floristik verwendet. Die Italienische Strohblume ist für Formschnitt und niedrige Hecken geeignet. Die Blätter des Currybaums schmecken oder riechen allerdings ganz anders. 
Das ätherische Öl wirkt bakterien-, entzündungs- und oxidationshemmend. Das Öl kann durch Destillation (Hydrodestillation) gewonnen werden. Die chemische Zusammensetzung ist komplex und enthält verschiedene Carbonsäuren und mindestens 27 Ester. Die in chemischen Analysen ermittelten Inhaltsstoffe schwanken stark je nach Herkunftsgebiet (Nordamerika, Italien, Griechenland), es sind jeweils die Maximalwerte angegeben.
Die chemische Untersuchung einer zweiten Quelle ist in Klammern angegeben:
- 14 bis 54 % Nerylacetat (10,4 %)
- 2 bis 34 % α-Pinen (12,8 %)
- 0 bis 16 % γ-Curcumen
- 0 bis 17 % β-Selinen
- 0 bis 36 % Geraniol
- 0 bis 12 % (E)-Nerolidol
- 0 bis 11 % β-Caryophyllen
- 9 bis 25 % Linalool
- 6 bis 15 % Limonen
- 2-Methyl-cyclohexylpentanoat (11,1 %)
- 1,7-Di-epi-α-Cedren (6,8 %)